# Joaquin Seys
Joaquin Seys (28 maart 2005) is een Belgisch voetballer die onder contract ligt bij Club Brugge.

## Clubcarrière
Seys ondertekende in maart 2022 een profcontract tot 2024 bij Club Brugge. Op 13 augustus 2022 maakte hij zijn profdebuut in het shirt van Club NXT, het beloftenelftal van Club Brugge: op de openingsspeeldag van het seizoen 2022/23 kreeg hij van Nicky Hayen een basisplaats tegen SL16 FC. Seys speelde dat seizoen mee in 14 van de 22 wedstrijden in de reguliere competitie, meestal als basisspeler. In de promotie-playoffs miste hij nauwelijks minuten, enkel op de derde speeldag tegen RWDM moest hij voor affluiten naar de kant. In mei 2023 brak Club Brugge zijn contract open tot 2026.
In het seizoen 2023/24 mocht Seys mee op zomer- en winterstage. Officiële speelminuten in het eerste elftal kreeg hij dat seizoen niet, maar Seys maakte wel een paar keer deel uit van de wedstrijdselectie, iets wat in het seizoen 2022/23 alleen gebeurd was op de slotspeeldag van de Champions' play-offs. Seys was dat seizoen ook een vaste waarde bij Club NXT, waar hij slechts drie competitiewedstrijden miste. Na het vertrek van Romeo Vermant naar KVC Westerlo tijdens de wintermercato kreeg Seys de aanvoerdersband bij Club NXT.
Op 20 juli 2024 maakte Seys z'n officiële debuut in het eerste elftal van Club Brugge: mede door de blessure van Bjorn Meijer en de EK-deelname van Maxim De Cuyper kreeg hij een basisplaats in de Belgische Supercup tegen Union Sint-Gillis, die Club Brugge met 1-2 verloor. In tegenstelling tot de andere debuterende flankverdediger, Amine Et Taïbi, mocht Seys ook starten in de eerste competitiewedstrijd tegen KV Mechelen. De linksback opende in die wedstrijd zijn doelpuntenrekening voor Club Brugge. Ook op de tweede competitiespeeldag mocht hij starten, maar tegen Standard Luik haalde trainer Nicky Hayen hem bij de rust naar de kant. Op de derde speeldag viel Seys tegen KRC Genk in de 65e minuut in voor Hugo Siquet, die als rechtsachter aan de wedstrijd begonnen was. Club Brugge zag na de invalbeurt van Seys een 0-2-voorsprong nog wegsmelten naar een 3-2-nederlaag, maar een week later kreeg de tiener een basisplaats als rechtsachter tegen Antwerp FC. Seys maakte indruk en bleef, ondanks het feit dat hij linksvoetig is, staan op rechtsback. Op 18 september maakte Seys als rechtsback zijn Europees debuut in de Champions League-competitiefasewedstrijd tegen Borussia Dortmund (0-3-nederlaag).

## Clubstatistieken
| Seizoen         | Club            | Land            | Competitie      | Competitie | Competitie | Beker | Beker | Supercup | Supercup | Europees | Europees | Totaal | Totaal |
| Seizoen         | Club            | Land            | Competitie      | Wed.       | Dlp.       | Wed.  | Dlp.  | Wed.     | Dlp.     | Wed.     | Dlp.     | Wed.   | Dlp.   |
| --------------- | --------------- | --------------- | --------------- | ---------- | ---------- | ----- | ----- | -------- | -------- | -------- | -------- | ------ | ------ |
| 2022/23         | Club NXT        | Vlag van België | Eerste klasse B | 24         | 0          | —     | —     | —        | —        | —        | —        | 24     | 0      |
| 2023/24         | Club NXT        | Vlag van België | Eerste klasse B | 27         | 1          | —     | —     | —        | —        | —        | —        | 27     | 1      |
| 2024/25         | Club Brugge     | Vlag van België | Eerste klasse A | 25         | 3          | 2     | 0     | 1        | 0        | 10       | 0        | 38     | 2      |
| Carrière totaal | Carrière totaal | Carrière totaal | Carrière totaal | 76         | 3          | 2     | 0     | 1        | 0        | 10       | 0        | 89     | 3      |

Bijgewerkt op 31 mei 2025.

## Interlandcarrière
Op 8 november 2024 werd Seys voor het eerst opgeroepen voor de Rode Duivels naar aanleiding van de UEFA Nations League-wedstrijden tegen Italië en Israël. Twee dagen later raakte Seys evenwel geblesseerd tijdens een competitiewedstrijd tegen Beerschot VA, waardoor hij verstek moest geven voor het tweeluik.